# 第一次世界大戦中の日本

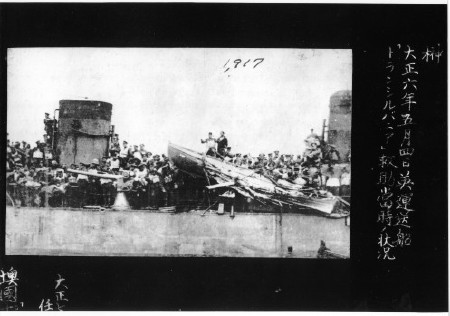
イギリスの兵員輸送船「トランシルヴァニア」から救出された乗員であふれる大日本帝国海軍の駆逐艦「榊」（1917年5月4日撮影）

第一次世界大戦中の日本（だいいちじせかいたいせんちゅうのにっぽん/にほん）では、連合国陣営に属し第一次世界大戦へ参戦した日本について解説する。

## 経緯

### 中立

大正天皇

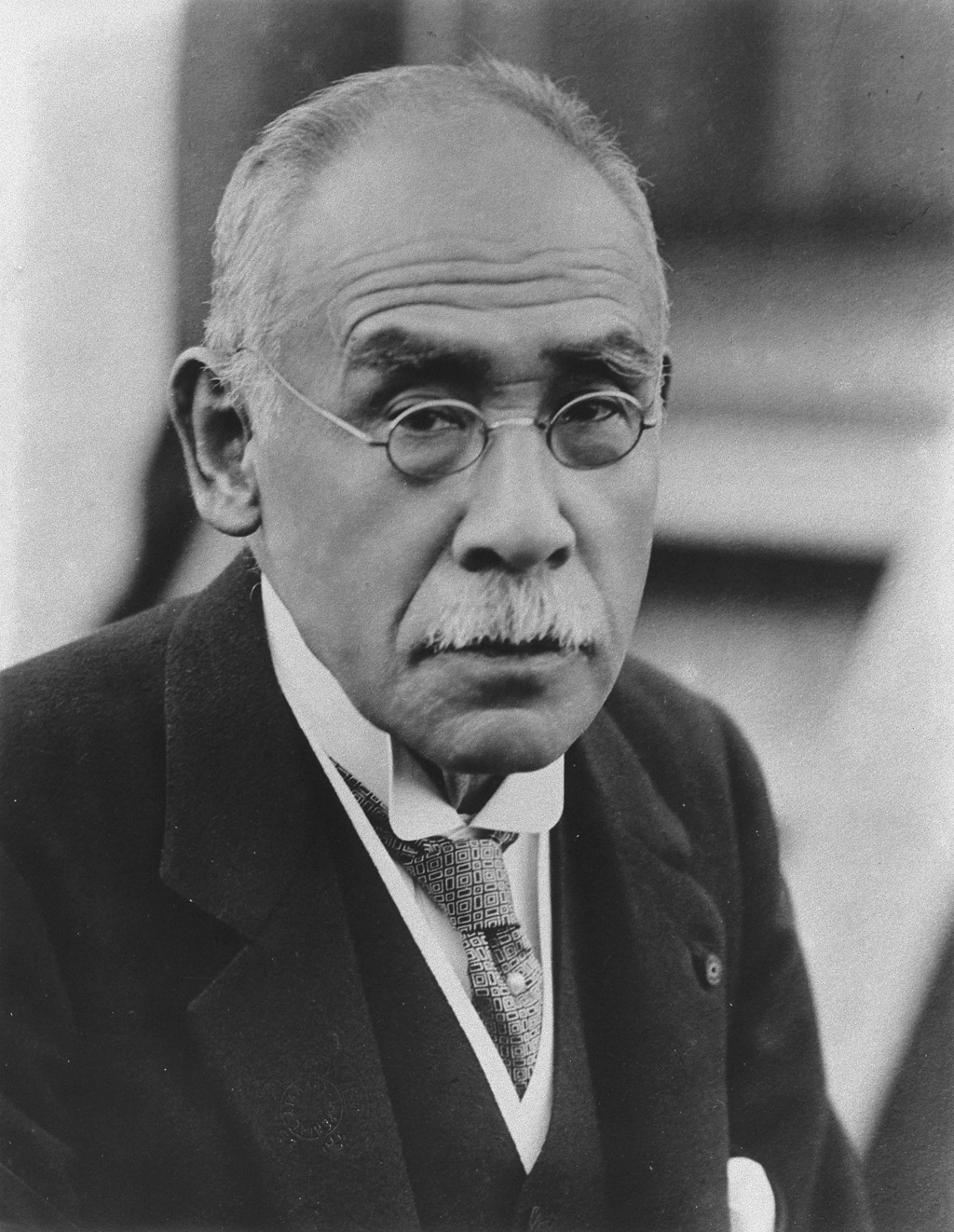
参戦を強く主張した加藤高明外相（後に貴族院議員、首相）

サラエボ事件後の外交交渉を経て、ドイツ陸軍がシュリーフェン・プランに基づきベルギー領内に侵入したことを確認したイギリスは、1914年（大正3年）8月4日にドイツに宣戦布告した。
日本はイギリスと同盟を結んでいたが、これには自動参戦条項は付随しておらず、また同盟の適用範囲はインドを西端としたアジア地域に限定されていた。8月1日にイギリスのエドワード・グレイ外相は駐英大使の井上勝之助に「（第一次世界大戦へ参戦する上では）日英同盟は適用されない」と伝え、3日にこの趣旨の覚書が受領された。これを受けて日本政府は4日に中立を宣言した。
日本の参戦をめぐるイギリス政府の対応は二転三転した。膠州湾租借地を本拠地としていたドイツ東洋艦隊による通商破壊作戦の危険性に関する海軍の報告を受けたグレイ外相は、8月7日になり、「日本のドイツに対する正式な宣戦布告を伴わぬままで、極東におけるドイツの仮装巡洋艦を攻撃」するよう日本政府に要求した。ところが9日には参戦の一時延期を要請し、さらに11日には前に行った仮装巡洋艦への攻撃要請を正式に撤回した。日本の参戦が不可避になるとグレイは参戦範囲を中国沿岸域に限定しようとした。
日本国内では原敬、高橋是清（立憲政友会）、尾崎行雄（中正会）、井上馨、山縣有朋（元老）などが「参戦に反対」していたが、加藤高明外相は、7日の閣議においてイギリスとの情誼および国益の観点から参戦を強く主張し、ドイツへの宣戦布告を行った上で「参戦範囲を限定しない条件」での参戦が翌日朝の閣議において正式に決定された。シーメンス事件によって4ヶ月前に山本権兵衛前首相、斎藤実前海相が辞職していた海軍は、この政治的決定に関与しておらず消極的であった。
大隈重信首相は8日に那須御用邸において大正天皇に上奏をおこなった。イギリスからの参戦延期要請に対して、大隈は天皇への上奏を行っており、これを取消することは不可能であるとウィリアム・カニンガム・グリーン駐日大使に伝えた。イギリスは戦域限定を引き続き要求したが、日本は拒否した。「膠州湾租借地を中国へ返還させる目的で一時的に日本に交付せよ」との条件をドイツに対する最後通牒に記載し、さらに大隈首相が「今回の参戦は領土的野心はない」と述べたことで日英間は了解に達した。
イギリス政府の対応が一貫しなかったのは、日本の参戦によって日本の中国大陸での権益が拡大すること、南太平洋におけるドイツ領を日本が占領することをイギリス政府が懸念したことが背景にあった。高い自治権を有するも、まだ外交権などはイギリスが受け持っていたオーストラリアおよびニュージーランドでは、日本の海外膨張に対する危惧を率直に本国に伝えていた。中立国である中国とアメリカの両政府も、イギリスに対して「日本の参戦反対」を伝えていた。

### 参戦
日本政府は1914年8月15日にドイツに対し最後通牒を行った。直接国益に関与しない第一次世界大戦への参戦には異論も存在したため、一週間の回答期限を設ける異例の対応になったが、結局ドイツはこれに回答せず、日本は8月23日に宣戦布告した。
イギリス海軍は、当時内乱が発生していたメキシコに在留日本人保護のため派遣されていた巡洋艦「出雲」によるカナダ西岸での通商保護を依頼し英領シンガポールへの艦隊派遣を要求するなど、日本海軍への期待は一貫していた。ウィンストン・チャーチル海相（後、第二次世界大戦における英国首相）は自国政府の日本政府に対する「戦域制限要求に強く反対」し、「そのような条件を求めるのは日本に対し敵対的ですらあり、一旦参戦を求めたのであれば日本の当然の要求を認めるべき」であるとグレイ外相に伝えている。
大隈首相は御前会議を招集せず、議会承認も軍統帥部との折衝も行わないで緊急閣議において要請から36時間後には参戦を決定した。大隈の前例無視と軍部軽視は後に政府と軍部との関係悪化を招くことになった。

### 青島・南洋諸島の占領
1914年11月7日に日本陸軍とイギリス陸軍の連合軍は、ドイツ東洋艦隊の根拠地だった中国・山東省の租借地である青島と膠州湾の要塞を攻略した（青島の戦い、1914年10月31日 - 11月7日）。
ドイツ領南洋諸島を占領するかについては日本国内でも結論が定まっていなかった。参戦を主導した加藤外相も南洋群島占領はイギリス植民地政府とアメリカ政府を刺激するとして消極的であった。ところが、9月に入り、ドイツ巡洋艦ケーニヒスベルグによる英艦「ペガサス」撃沈、「エムデン」の活躍などドイツ東洋艦隊の活動が活発化したことで、イギリス植民地政府の対日世論は沈静化した。アメリカにおいても、一時はハースト系の『イエロー・ペーパー』を中心として目立った「対日警戒論」も落ち着いてきた。
このような情勢を受け南洋諸島の占領が決定された。ニューギニア、サモアについては、オーストラリア、ニュージーランドによって9月に占領されていた。10月3日から14日にかけて、第一、第二南遣支隊に属する「鞍馬」「浅間」「筑波」「薩摩」「矢矧」「香取」によって南洋諸島のうち赤道以北の島々（マリアナ諸島、カロリン諸島、マーシャル諸島）が占領された。これら島々の領有権については戦後に決定されることが合意されていたが、国民感情的には期待があった。
日本の占領地域の急速な拡大に対する各国からの危惧もあり、イギリスは両国の作戦行動区域の限定について日本へ提案をし、交渉の結果、占領地域を追認する形で赤道以北を日本、赤道以南をイギリスの作戦行動区域とすることが決まった。この結果、軍事的な南進はミクロネシアまでにとどまった。
開戦前に南洋諸島に派遣されていたドイツ東洋艦隊は、先に日露戦争でバルチック艦隊を壊滅させた日本艦隊に恐れをなし逃亡し、パガン島付近で補給艦からの支援を受けた後に、南アメリカ大陸最南端のホーン岬経由で本国へ帰還するため東太平洋へ向かった。

### オーストラリア警備
イギリス海軍の要請により巡洋戦艦「伊吹」がANZAC軍団の欧州派遣を護衛することになった。伊吹はフリーマントルを経てウェリントンに寄港しニュージーランドの兵員輸送船10隻を連れ出発し、オーストラリアでさらに28隻が加わり、英巡洋艦「ミノトーア」、オーストラリア巡洋艦「シドニー」、「メルボルン」と共にアデンに向かった。航海途上で「エムデン」によるココス島砲撃が伝えられた。付近を航行していた艦隊から「シドニー」が分離され「エムデン」を撃沈した。
この際、護衛艦隊中で最大の艦であった「伊吹」も「エムデン」追跡を求めたが、結局は武勲を「シドニー」に譲った。このエピソードは「伊吹の武士道的行為」として賞賛されたとする記録がある一方で、伊吹艦長の加藤寛治は、エムデン発見の一報が伊吹にのみ伝えられず、シドニーによって抜け駆けされたと抗議している。
以後の太平洋とインド洋における輸送船護衛はほぼ日本海軍が引き受けていた。ところが1917年（大正6年）11月30日に、オーストラリア西岸フリーマントルに入港する「矢矧」に対して、陸上砲台から沿岸砲一発が発射され、矢矧の煙突をかすめて右舷300mの海上に落下する事件が発生した。オーストラリア軍部隊の責任者は、矢矧に乗り込んだ水先案内人が適切な信号を発しなかった為「注意喚起のため」実弾を発射したと弁明したが、結果的に事件はオーストラリアのロナルド・マンロー＝ファーガスン総督とウィリアム・ルーク・クレスウェル海軍司令官の謝罪により一応は決着した。
オーストラリアの人種差別を基にした人命にさえ係わる強硬姿勢は戦争を通じて和らぐことがなく、日英通商航海条約への加入拒否、赤道以北の南洋諸島の日本領有への反対などで妥協せず、日本の協力を必須なものと認識しているイギリス本国を手こずらせた。

### 陸軍の欧州派遣要請と拒絶
戦争が塹壕戦により長期化することが予想されるようになると、一度は参戦地域の限定を日本に依頼したイギリスと、フランスとロシアは一転して日本に対して陸軍をヨーロッパ戦線に派遣するよう繰り返し要請した。さらに8月下旬にフランス、ロシアはイギリスを介して三個軍団の欧州派遣を求めた。10月に二度目の、さらに翌3月にはベルギーからの派遣要請が行われた。
これに対して加藤外相は、日本軍兵士が国民皆兵の徴兵制度に基づき召集されており、国益に直接関与しない外征に参加させることはできないと声明を出した。その後もベルギー、セルビアからも派遣要請があったがこれも拒否した。

### アメリカ西海岸への派遣
ドイツ東洋艦隊がアメリカ西海岸地域に移動する可能性があることから、イギリスが日本海軍による哨戒活動をおこなって欲しいと要請してきたため、これに応じて1914年10月1日に戦艦「肥前」と巡洋艦「浅間」、同「出雲」に、輸送船や工作船などからなる支隊を「遣米支隊」としてカリフォルニア州南部からメキシコにかけて派遣した。
到着後にはイギリス海軍やオーストラリア海軍、カナダ海軍の巡洋艦とともに行動した。また遣米支隊の一部の艦艇はドイツ海軍を追ってガラパゴス諸島にも展開した。また、「出雲」はその後第二特務艦隊の増援部隊として地中海のマルタ島に派遣された。

### 海軍の船団護衛参加と駆逐艦の輸出

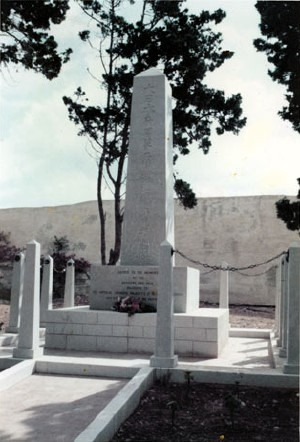
マルタ共和国旧イギリス海軍墓地 （現イギリス連邦墓地） にある大日本帝国海軍第二特務艦隊戦没者の墓
1975.8.6撮影

さらにイギリスの要請を受けて、日本海軍はインド洋方面でもドイツ東洋艦隊の「エムデン」対策のため、巡洋戦艦「伊吹」を船団護衛に協力させた。
1914年9月にグレイ外相から、物資をすべてイギリスが負担する条件で巡洋戦艦部隊を地中海、さらに他の海域にも派遣するよう要請があった。加藤外相は、日本海軍に外征を行う準備がなく国民感情的にも難しいと拒否した。10月にはバルト海への派遣が、11月にはグリーン駐日大使から「戦後の発言権強化のため」にとダーダネルス海峡封鎖作戦への参加が要請されたが、日本はこれらを拒否した。日本政府による頑なな拒否の背景には、参戦時にイギリス政府が戦域制限を設けようとしたことに対する反感もあった。
その後、1917年にドイツ海軍による通商破壊が活発化すると、イギリスを含む連合国から日本に対して、護衛作戦に参加するよう再三の要請が行われた。1917年1月から3月にかけて日本とイギリス、フランス、ロシア政府は、日本がヨーロッパ戦線に参戦することを条件に、山東半島および赤道以北のドイツ領南洋諸島におけるドイツ権益を日本が引き継ぐことを承認する秘密条約を結んだ。これを受けて日本海軍は、インド洋に第一特務艦隊を派遣し、イギリスやフランスのアジアにおける植民地からヨーロッパへ向かう輸送船団の護衛を受け持った。また、1917年2月に、巡洋艦「明石」及び樺型駆逐艦計8隻からなる第二特務艦隊をインド洋経由で地中海に派遣した。さらに桃型駆逐艦などを増派し艦隊は合計18隻となった。
第二特務艦隊は、派遣した船舶数こそ他の連合国諸国に比べて小規模であったものの、他の国に比べて高い稼働率を見せて、1917年後半から開始したアレクサンドリアからマルセイユへ艦船により兵員を輸送する「大輸送作戦」の護衛任務を成功させ、連合国軍の兵員70万人を輸送するとともに、ドイツ海軍のUボートの攻撃を受けた連合国の艦船から7000人以上を救出し 連合国側の西部戦線での劣勢を覆すことに大きく貢献し、連合国諸国から高い評価を受けた。一方、合計35回のUボートとの戦闘が発生し、多くの犠牲者も出した。
そのような中で駆逐艦「榊」はオーストリア海軍の潜水艦「U27」からの攻撃を受け大破し59名が戦死した。「榊」の修理には8か月を要した。他の戦闘をあわせて地中海において日本軍将兵計78名が戦死しており、戦後、マルタ島のイギリス海軍墓地の一隅に墓碑が建立されている。
Uボートによる無制限潜水艦作戦により、連合国側の輸送船が大きな被害を受けていたインド洋と地中海で連合国側商船787隻、計350回の護衛と救助活動を行い、司令官以下27人はイギリス国王ジョージ5世から勲章を受けた。
また欧州の戦場から遠く造船能力に余裕があったことから、1917年にはフランスが発注した樺型駆逐艦12隻を急速建造して輸出している（アラブ級駆逐艦）。

### ２１か条の要求
青島攻略後の1915年1月18日、日本は同じ連合国である中華民国の袁世凱政権に14か条の要求と7か条の希望条項を提示した。これは次のような内容であった。
- ドイツ帝国が山東省に持っていた権益を大日本帝国が継承すること
- 関東州の租借期限を延長すること
- 南満州鉄道の権益期限を延長すること
- 沿岸部を外国に割譲しないこと

要求に対して中国国内では反対運動が起こったが、日本側は5月7日に最終通告を行い、同9日に袁政権は要求を受け入れた。これにより中国人の民族意識との反日感情が高まり、五四運動を引き起こした。これは蔣介石の北伐との衝突である山東出兵（1927年 - 1928年）に至る。

### シンガポールにおけるインド兵反乱
1915年2月にシンガポールでインド兵の反乱が起きた際には現地からの連絡を受けて巡洋艦「音羽」と「対馬」が急行、75名の水兵が上陸して鎮圧に協力した。
詳細はen:1915 Singapore Mutinyを参照。

### シベリア出兵

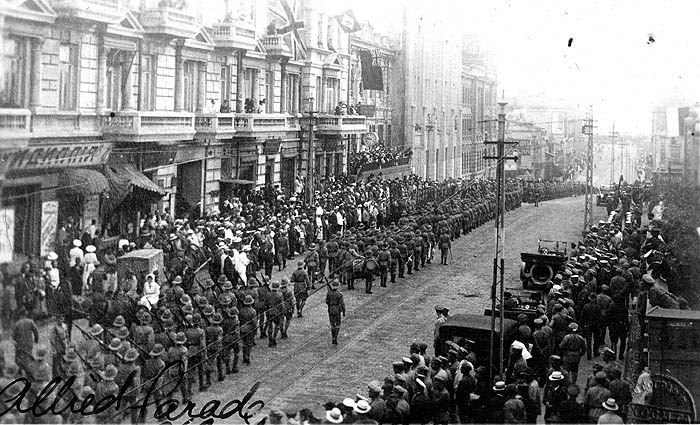
ウラジオストク内をパレードする連合国軍

1917年11月7日に、連合国の1国であるロシアで共産主義者による「ロシア革命」が勃発する。すでに、イギリスとフランスは西部戦線で手一杯になっており、ロシアへの出兵の余裕がなかったため、連合国は大戦に陸軍主力を派遣していない日本とアメリカに対して、シベリアへの出兵を打診した。1919年に日本はアメリカと共同歩調を取ってシベリア出兵を実施した。なお、イギリスやフランス、イタリアなども出兵したが、その規模は日本に比べ小さいものであった。
しかし、その後他国が兵を撤退させる中でもシベリア出兵を継続したことで各国の猜疑を招き、日本の国際的立場が厳しいものとなっていった。また、シベリア出兵の継続により、日本がロシアや中国において、アメリカの利権を侵すのではないかという疑いを持たれた。

## 日本の商船被害
日本の商船も、ドイツのUボートや仮装巡洋艦による攻撃の対象となった。迷彩塗装や自衛用火砲の搭載、連合国側の護送船団への加入などの対策が採られたが、1915年11月の「靖国丸」以降、「常陸丸」や「平野丸」など33隻（合計135,000総トン）の日本商船が戦没した。

## ドイツ人捕虜への待遇
日露戦争時同様、戦時下においては陸海軍とも国際法を遵守し、捕らえたドイツ軍捕虜は丁重に扱った。青島で捕獲した捕虜約4700名は徳島県の板東俘虜収容所、千葉県の習志野俘虜収容所、広島県の似島検疫所俘虜収容所など各地の収容所に送られたが、特に板東収容所での扱いはきわめて丁寧で、ドイツ兵は地元住民との交流も許され、近隣では「ドイツさん」と呼んで親しまれた。このときにドイツ料理やビールをはじめ、数多くのドイツ文化が日本に伝えられた。
ベートーヴェンの「交響曲第9番」（第九）はこのときドイツ軍捕虜によって演奏され、はじめて日本に伝えられた。ドイツに帰還した元捕虜はこのときの扱いに感謝し、「バンドー会」を結成している。また、敷島製パンの創業者盛田善平は、ドイツ軍捕虜にパン製造を教えられてからパン製造事業に参入するきっかけをつくった。
545名が移送された似島検疫所では、菓子職人のカール・ユーハイムが日本で初めてとなるバウムクーヘンを焼き上げたり、広島市の産業奨励館（現在の原爆ドーム）で実演販売も行ったりした他、捕虜のサッカーチームが地元の師範学校チームと試合を通じて技術を教えるということもあった。この選手の一人はドイツに帰国後、サッカークラブ「SVヴァンヴァイル」を創設し、後にギド・ブッフバルトを輩出する礎を築いている。

## 西部戦線での日本人の戦闘参加
日本陸軍は西部戦線への派兵はしていないが、個別の日本人が志願して外国軍（連合国側）に加わり、戦闘に加わった事実はある。
滋野清武男爵は、フランス軍の飛行隊に志願して入隊し、敵機を約6機撃墜して「エース」パイロットとなった。
カナダ在住の日本人約200人は、カナダ軍に入隊し、西部戦線（フランス北部）においてイギリス軍の指揮下で歩兵として戦い、約50名の日本人戦死者が出た。この戦いの経緯については、諸岡幸麿が回想録を書いている（『アラス戦線へ』軍人会館事業部刊、1935年）。

## 影響

### 旧ドイツ権益の獲得
連合国の勝利に大きく貢献したこれらの功績により、日本は連合国五大国の一国としてパリ講和会議に参加し、ヴェルサイユ条約によりドイツの山東省権益と、パラオやマーシャル諸島などの赤道以北の南洋諸島を委任統治領として譲り受けるとともに、国際連盟の常任理事国となった。なお、戦中すでにドイツから海底ケーブルを鹵獲しており、後に対米外交の取引に用いた。

### 内政への影響
日本は当時すでに世界有数の工業国として近代工業が隆盛を誇っており、国土も直接の戦火を免れた。連合国の他の参戦国から軍需品の注文を受けて、日本郵船が繁忙を極めたり成金が出現したりする大戦景気に沸いた。
一方、急激にインフレーションが進み、貧富の差が広がった。また、戦争が終わると一転して戦後恐慌と呼ばれる不景気に見舞われた。工業は成長して生産力は増大、都市に人口が集中するなど人々の生活は大きく変わった。

### 外交面でのアメリカ合衆国との関係悪化
日清戦争や日露戦争に勝利して列強の一角を占めた日本は、第一次世界大戦の勝利により「列強の一国」としての地位をさらに強固なものとし、戦後のヴェルサイユ条約により、ドイツが所有していた山東省の権益とアメリカが植民地支配するフィリピンとハワイの間に位置するパラオやマーシャル諸島の統治権を獲得したことや、シベリア出兵を継続するなどしたことが、日本がアジア太平洋地域において排他的経済ブロックを構築し、アメリカによる中国への経済進出を阻害するのではないかとの警戒を呼んだ。
これに対してアメリカは、元宗主国で関係が深いイギリスに働き掛けて日英同盟を撤廃させるよう圧力をかけたほか、日本が国際連盟で主張した人種的差別撤廃提案に対しても他国を上回る勢いで強硬に反対した。さらに国内でも、日本人移民が多いカリフォルニア州などを中心に、黄色人種に対する人種差別を背景に日本に対する脅威論が支持を受けた他、これに後押しされた人種差別的指向を持つ諸派が「黄禍論」を唱え、その結果、排日移民法によって日本からアメリカへの移民が禁止された。
これらのアメリカ当局による人種差別も背景にした一方的ともいえる敵対的行動に対して、日本でも反米感情が高まり日米関係は悪化することとなり、日本のアメリカとの別離と、アメリカによるイギリスとの引き離し、その結果としてのドイツ、イタリアへの接近、その後の第二次世界大戦における両国の衝突に繋がった。

### 日英同盟の解消
日英間の関係を分断すると同時に、アジア太平洋地域と中国における自国の権益を守護するべくアメリカ政府が提唱した「太平洋における領土と権益の相互尊重」と、「諸島における非軍事基地化」を取り決めた「四カ国条約」が、1921年（大正10年）に日本、アメリカ、イギリス、フランスの間で締結され、アメリカ政府の要求通りに日英同盟は発展的に解消された。
日露戦争後には友邦となっていたロシアがその後の単独講和を経てロシア革命によって共産化したことも重なり（ソビエト連邦の成立）、日本は実質的な同盟国を有さない状態となった。